# Caridade com quatro filhos
Caridade com quatro filhos é uma escultura do artista italiano Gian Lorenzo Bernini. Realizada entre 1627 e 1628, a obra encontra-se alojada nos Museus Vaticanos na cidade do Vaticano. A pequena escultura de terracota representa Charidade amamentando uma criança, com três outras brincando. Existe uma marca de impressão digital do artista na argila.